# Gestreepte tandvlinder
De gestreepte tandvlinder (Drymonia dodonaea) is een nachtvlinder uit de familie Notodontidae, de tandvlinders. De voorvleugellengte bedraagt tussen de 17 en 20 millimeter. De soort komt verspreid over Europa en het gebied rond de Kaukasus voor. Hij overwintert als pop.

## Waardplanten
De gestreepte tandvlinder heeft als waardplanten allerlei loofbomen met een voorkeur voor eik.

## Voorkomen in Nederland en België
De gestreepte tandvlinder is in Nederland en België een niet zo algemene soort, die verspreid over het oosten en het zuiden van het gebied kan worden gezien. De vlinder kent één generatie die vliegt van begin mei tot en met juli.